# Grevillea althoferorum
Grevillea althoferorum är en tvåhjärtbladig växtart. Grevillea althoferorum ingår i släktet Grevillea och familjen Proteaceae.

## Underarter
Arten delas in i följande underarter:
- G. a. althoferorum
- G. a. fragilis